# François-Jacques Druet-Desvaux
François-Jacques Druet-Desvaux (4 mai 1746, Carrouges - 9 août 1824, Alençon), est un homme politique français.

## Biographie
Reçu maître ès arts en 1767, il fait sa carrière dans l'administration et est nommé inspecteur des greffes et hypothèques des généralités de Bordeaux, Pau et Auch en 1775, passe dans le service des Eaux et Forêts en 1786 et est choisi comme membre du directoire du district d'Alençon en 1790.
Le 4 octobre 1816, il est élu député, au collège de département de l'Orne. Il obtient sa réélection le 20 septembre 1817. Il siège au centre ministériel.
Il est le père de Jacques-Louis-Matthieu Druet-Desvaux.

## Sources
- « François-Jacques Druet-Desvaux », dans Adolphe Robert et Gaston Cougny, Dictionnaire des parlementaires français, Edgar Bourloton, 1889-1891 [détail de l’édition]